# Resolutie 1291 Veiligheidsraad Verenigde Naties
Resolutie 1291 van de Veiligheidsraad van de Verenigde Naties werd unaniem door de VN-Veiligheidsraad aangenomen op 24 februari 2000.

## Achtergrond
In 1994 braken in de Democratische Republiek Congo etnische onlusten uit die onder meer werden veroorzaakt door de vluchtelingenstroom uit de buurlanden Rwanda en Burundi. In 1997 beëindigden rebellen de lange dictatuur van Mobutu en werd Kabila de nieuwe president. In 1998 escaleerde de burgeroorlog toen andere rebellen Kabila probeerden te verjagen. Zij zagen zich gesteund door Rwanda en Oeganda. Toen hij in 2001 omkwam bij een mislukte staatsgreep werd hij opgevolgd door zijn zoon. Onder buitenlandse druk werd afgesproken verkiezingen te houden die plaatsvonden in 2006 en gewonnen werden door Kabila. Intussen zijn nog steeds rebellen actief in het oosten van Congo en blijft de situatie er gespannen.

## Inhoud

### Waarnemingen
Er waren rapporten dat de natuurlijke rijkdommen van de Democratische Republiek Congo op illegale wijze ontgonnen werden. De Veiligheidsraad herhaalde zijn oproep voor de terugtrekking van alle buitenlandse troepen uit Congo. Ook moesten alle gewapende groepen in dat land ontwapend worden. Het gezag van de staat moest in heel het land hersteld worden.
Fase II van de ontplooiing van de MONUC-vredesmacht hing af van het respect voor het staakt-het-vuren-akkoord, demobilisatie en verzekeringen over de veiligheid en bewegingvrijheid van VN-personeel. Er was verder ernstige bezorgdheid over mensenrechtenschendingen en de beperkte toegang van hulpverleners tot vluchtelingen.

### Handelingen
De partijen werden opgeroepen het staakt-het-vuren-akkoord na te komen. De Veiligheidsraad verlengde het mandaat van MONUC tot 31 augustus en autoriseerde een uitbreiding van de macht tot 5537 manschappen, 500 waarnemers inbegrepen. De missie moest toezien op de uitvoering van het akkoord, werken aan de vrijlating van krijgsgevangenen, toezien op de demobilisatie en meewerken aan de hulpverlening en aanontmijning. Het was de missie ook toegelaten VN-personeel en -materiaal en burgers onder een directe bedreiging te verdedigen.

## Verwante resoluties
- Resolutie 1273 Veiligheidsraad Verenigde Naties (1999)
- Resolutie 1279 Veiligheidsraad Verenigde Naties (1999)
- Resolutie 1304 Veiligheidsraad Verenigde Naties
- Resolutie 1316 Veiligheidsraad Verenigde Naties

Lijst ·  1285 ·  1286 ·  1287 ·  1288 ·  1289 ·  1290 ·  1291 ·  1292 ·  1293 ·  1294 ·  1295 ·  1296 ·  1297 ·  1298 ·  1299 ·  1300 ·  1301 ·  1302 ·  1303 ·  1304 ·  1305 ·  1306 ·  1307 ·  1308 ·  1309 ·  1310 ·  1311 ·  1312 ·  1313 ·  1314 ·  1315 ·  1316 ·  1317 ·  1318 ·  1319 ·  1320 ·  1321 ·  1322 ·  1323 ·  1324 ·  1325 ·  1326 ·  1327 ·  1328 ·  1329 ·  1330 ·  1331 ·  1332 ·  1333 ·  1334